# الصليب الأحمر البلجيكي
جمعية الصليب الأحمر البلجيكي (بالفرنسية:Croix-Rouge de Belgique) ، هي مؤسسة طبية تعتني للجرحى والمرضى ، أسست سنة 1864م ، وتقع مقرها الرئيسي في بروكسل.